# Tuggensele
Tuggensele este o arie protejată (arie specială de conservare — SAC, sit de importanță comunitară — SCI) din Suedia întinsă pe o suprafață de 56,2 ha, integral pe uscat.

## Localizare
Centrul sitului Tuggensele este situat la coordonatele 64°27′59″N 18°49′02″E / 64.4664°N 18.8172°E.

## Înființare
Situl Tuggensele a fost declarat sit de importanță comunitară în decembrie 1998 pentru a proteja 1 specie de animale. Situl a fost protejat și ca arie specială de conservare în martie 2011.

## Biodiversitate
Situată în ecoregiunea boreală, aria protejată conține 3 habitate naturale: Taiga vestică, Mlaștini turboase de tranziție și turbării mișcătoare, Mlaștini împădurite.
La baza desemnării sitului se află o specie protejată de  nevertebrate: Pytho kolwensis.